# 1991 UT2
1991 UT2 är en asteroid i huvudbältet som upptäcktes den 31 oktober 1991 av de båda japanska astronomerna Seiji Ueda och Hiroshi Kaneda i Kushiro.
Asteroiden har en diameter på ungefär 7 kilometer.